# The Single Code
The Single Code è un film muto del 1917 diretto da Thomas Ricketts (Tom Ricketts).

## Trama
Da ragazza, Lorrie Stuart è stata sedotta. Ora, ormai donna adulta, assiste a una lettura sulla tolleranza tenuta da Hugh Carrington, l'editore del Purist Magazine, e, ispirata da lui, decide di lavorare come volontaria nelle missioni di Carrington. I due si innamorano e si sposano senza che Lorrie riveli al marito il suo passato. Ma, dopo il matrimonio, la donna scopre che Carrington ha avuto una relazione con Olga Kilday, una vamp di grande fascino. Attenendosi agli insegnamenti dello stesso Carrington, Lorrie perdona il marito. Lui, invece, quando viene a sapere del passato della moglie, non si comporta nello stesso modo. In seguito, però, l'uomo si rende conto di aver agito in maniera ipocrita. Ritornato da Lorrie, si riconcilia con lei, promettendole, da quel momento in poi, di seguire un codice morale che non fa differenze tra loro due.

## Produzione
Il film fu prodotto dalla David Horsley Productions.

## Distribuzione
Distribuito dalla Mutual Film il film uscì nelle sale cinematografiche USA il 16 aprile 1917.